# Museo civico di Cuneo
Il Museo civico di Cuneo ha sede presso il Complesso monumentale di San Francesco e presenta un percorso che parte dalle più antiche testimonianze della preistoria per giungere a quelle di età moderna, raccontando al visitatore la storia del territorio.
Il museo ospita una ricca biblioteca specialistica, aggiornata su tutti i temi riguardanti i beni culturali, e anche gli archivi topografici, cartografici e fotografici, tra cui il Fondo Vacchetta e il Fondo Scoffone.

## Storia
La maggior parte del materiale che costituisce il patrimonio dell'istituzione cittadina è stato raccolto per iniziativa del professor Euclide Milano, dalla prima metà del Novecento, grazie al contributo di privati e di autorità civili e religiose.
Attualmente i percorsi interni del Museo si dividono in cinque sezioni.
A seguito del trasferimento dal Palazzo Audiffredi in via Cacciatori delle Alpi intorno al 1980, il museo ha sede presso il Complesso monumentale di San Francesco.

## Collezioni

### Pre-protostoria
La sezione pre-protostoria del museo ospita reperti archeologici provenienti prevalentemente dal Cuneese, riferibili al periodo compreso tra Paleolitico ed età del Ferro, nonché i resti di antiche faune e manufatti, testimonianti l'evoluzione del popolamento.
Si trovano, quindi, i resti paleolitici di Ursus spelaeus, i reperti neolitici provenienti dagli abitati sotto riparo, i calchi delle incisioni rupestri della Regione del Monte Bego e i manufatti dell'età dei Metalli, in particolare la spada ripiegata da sepoltura ad incinerazione di Borgo San Dalmazzo, la cuspide di lancia di Cuneo, l'urna funeraria ritrovata a Chiusa Pesio e il calco della stele di Busca in alfabeto nordetrusco e lingua etrusca, il cui originale è oggi conservato presso il Museo di Antichità di Torino.

### Romanità
La sezione romanità del museo ospita i materiali ceramici, metallici e lapidei che riportano lo stile di vita di una società composita, formatasi nel territorio cuneese in seguito al processo di romanizzazione, in cui gli usi e i costumi dei conquistatori romani si integrano con quelli dei conquistati liguri.

Si trovano, quindi, lo specchio romano di Castelletto Stura, opera di fine artigianato facente parte di un ricco corredo funerario, in ottimo stato di conservazione, la statuetta bronzea raffigurante mercurio del I secolo d.C., anch'essa in ottimo stato, e l'esotica collezione di reperti tunisini donata al Museo nel 1930 dall'appassionato studioso di antichità romane Mario Guasco.

### Medioevo
La sezione medioevo del museo ospita "La sepoltura del guerriero longobardo" (Baldissero d'Alba, VII sec. d.C.), con il suo corredo costituito da spada, punte di lance e di frecce, umbone e tirante per scudo, essa offre un'importante testimonianza della presenza longobarda nel territorio durante l'Alto medioevo.

Si trovano anche la raccolta di ceramiche medievali provenienti dal Convento di San Francesco (facente parte del complesso) che illustrano la vita quotidiana della comunità di frati qui vissuta per più di cinque secoli, nonché i reperti provenienti da altri contesti cittadini.

### Arte sacra
La sezione di arte sacra del museo, collocabile tra il XVII e il XVIII secolo, raccoglie opere che testimoniano la devozione religiosa privata e quella legata a compagnie e sodalizi (documentata da insegne processuali) e alla cultura degli ordini religiosi presenti in città.

Si trovano, quindi, la pala della Presentazione al tempio e le tavolette con le Storie di S. Antonio da Padova, del pittore chivassese Defendente Ferrari, attivo in Piemonte dal 1509 al 1535.

### Etnografia
La sezione etnografia del museo, ricca ed eterogenea, documenta lo stile di vita tradizionale della città e delle valli; essa è divisa in due parti:
1. La prima parte è dedicata ad oggetti d'uso comune presso le classi più abbienti (gioielli e oggetti d'ornamento femminili, effetti personali maschili in uso tra XVII e XIX secolo), qui si trovano una preziosa e quasi unica collezione d'insegne di bottega in ferro battuto e dipinto, testimonianti le attività e i mestieri di un tempo, arredi e oggetti d'uso domestico tipici della cucina borghese di città e della casa di borgata alpina, mobili in legno prodotti dagli artigiani della Valle Varaita e strumenti d'uso quotidiano legati alle principali attività economiche diffuse sul territorio (agricoltura, allevamento e lavorazione tessile).
2. La seconda parte è dedicata alle feste, rappresentate dai costumi caratteristici delle valli e dall'esclusiva collezione di bambole Lenci, anch'esse vestite con gli abiti tradizionali, si trovano anche le tele dei pittori Giulio Boetto e Matteo Olivero, che scandiscono le cerimonie e i riti del popolo.

Infine, si può vedere la collezione di ex-voto, riconducibili tra il XVII e il XIX secolo, che raccontano vicende personali segnate dall'intervento divino, illustrate su tavolette dipinte o riproduzioni anatomiche.